# IC 2508
IC 2508 ist eine elliptische Galaxie vom Hubble-Typ E3 im Sternbild Kleiner Löwe am Nordsternhimmel. Sie ist schätzungsweise 541 Millionen Lichtjahre von der Milchstraße entfernt.
Das Objekt wurde am 12. Mai 1896 von Stéphane Javelle entdeckt.